# Каприз (архитектура)

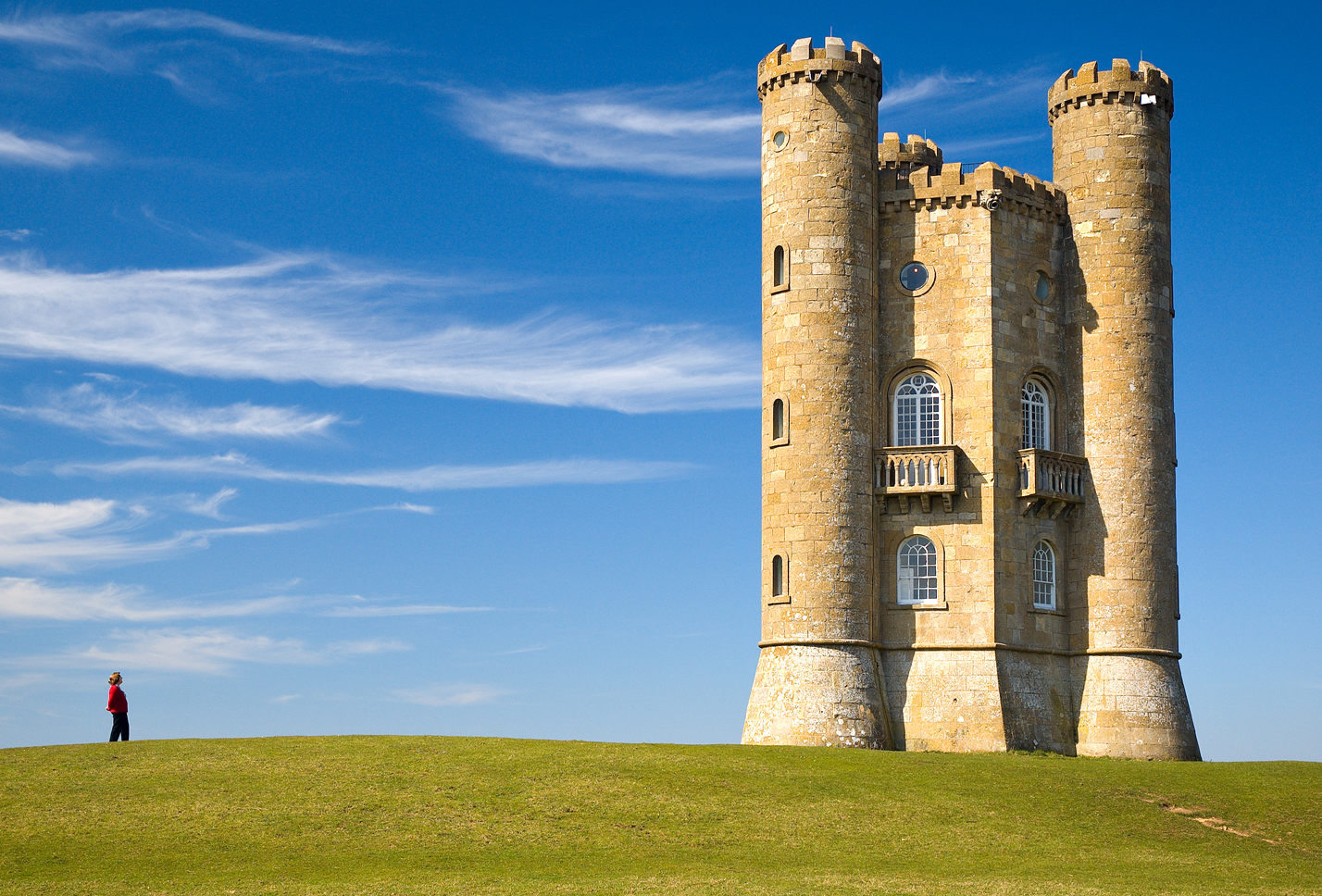
Бродвейская башня выглядит как средневековый рыцарский замок, но на самом деле возведена в эпоху классицизма

Архитектурный каприз (изредка фолли; от англ. folly — причуда, каприз) — разновидность павильона: небольшое здание или архитектурный объект, изначально служивший для развлечения гостей парка монаршей или дворянской усадьбы.

## История и описание
Архитектурные капризы впервые возникли в европейских поместьях XVI-XVII веков. В те годы прежние резиденции аристократии (замки) постепенно утрачивали свои оборонительные функции, и постепенно заменялись новыми, более просторными и удобными для жизни постройками, или обрастали красиво распланированными парками, куда знатные владельцы приглашали гостей. Строения усадеб делились на собственно главный дом (замок или дворец или особняк и так далее), хозяйственные постройки (скотный двор, псарня и т. д.), флигели (служившие для размещения кухни, а также жилья для прислуги) и павильоны. Павильоны, в отличие от остальных построек, не имели практического назначения и служили для развлечения гостей. Самым простым типом павильона является беседка, в частности, беседка-ротонда. Со временем в архитектуре парковых ансамблей выработались и другие устойчивые типы павильонов: эрмитаж, хижина отшельника, грот, руина. Последние три типа павильонов могут быть отнесены к архитектурным капризам.
В целом, капризом обычно называется садово-парковой павильон произвольной, как правило экзотической формы (китайщина, японизм, тюркери), удовлетворяющий следующим условиям:
- Архитектурные капризы не имеют иных целей, кроме декоративных.
- Они построены специально для этих целей.
- Они являются зданиями или частями зданий (руинами) а не скульптурами, фонтанами и так далее.
- В их архитектуре и дизайне часто присутствует элемент обманки, когда здание на поверку оказывается не тем, «за кого себя выдаёт».

Возникнув в Италии XVI века, архитектурные капризы вскоре перекочевали во Францию, Англию, Германию и другие европейские страны, а после реформ Петра Великого — и в Россию. В России сегодня сохранилось относительно немного таких павильонов — сыграла свою роль кампания по разрушению помещичьих усадеб во время и после революции и гражданской войны. Тем не менее архитектурные капризы по-прежнему можно увидеть в некоторых крупных садово-парковых ансамблях, преимущественно в окрестностях Санкт-Петербурга и Москвы.
В Великобритании фолли нашли широкое распространение в период рококо и были характерны для садово-парковой архитектуры этого периода. Местные фолли, пережившие массовое разрушение дворянских усадеб в середине XX века, довольно популярны среди посетителей парков. В 1988 году там было создано Братство капризов — благотворительное общество, защищающее и реставрирующее сохранившиеся архитектурные капризы. Агата Кристи вынесла отсылку к фолли в название своего романа «Dead Man’s Folly» («Причуда мертвеца»).

## Галерея

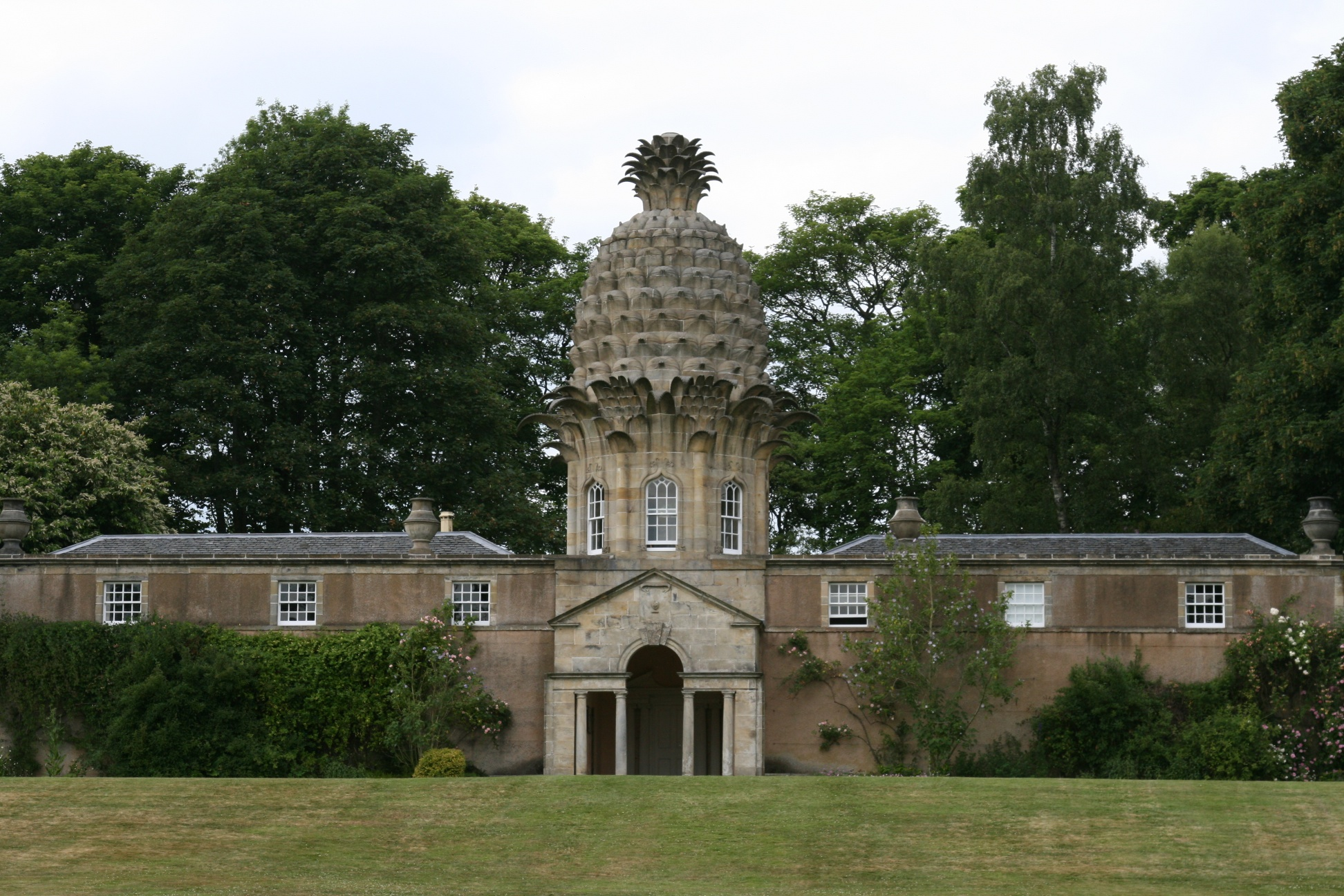
«Данморский ананас» в парке графов Данмор задумывался как оранжерея.
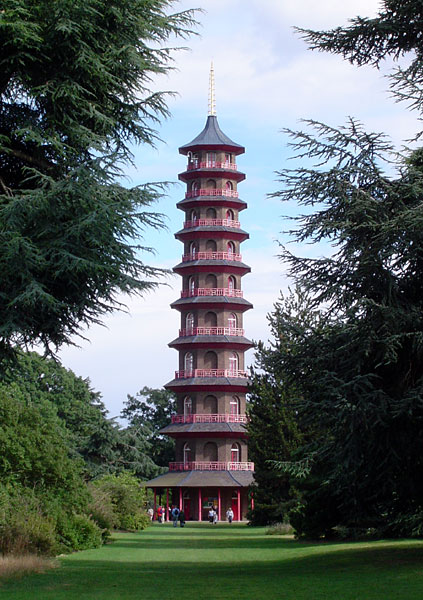
Большая пагода в Ботанических садах Кью
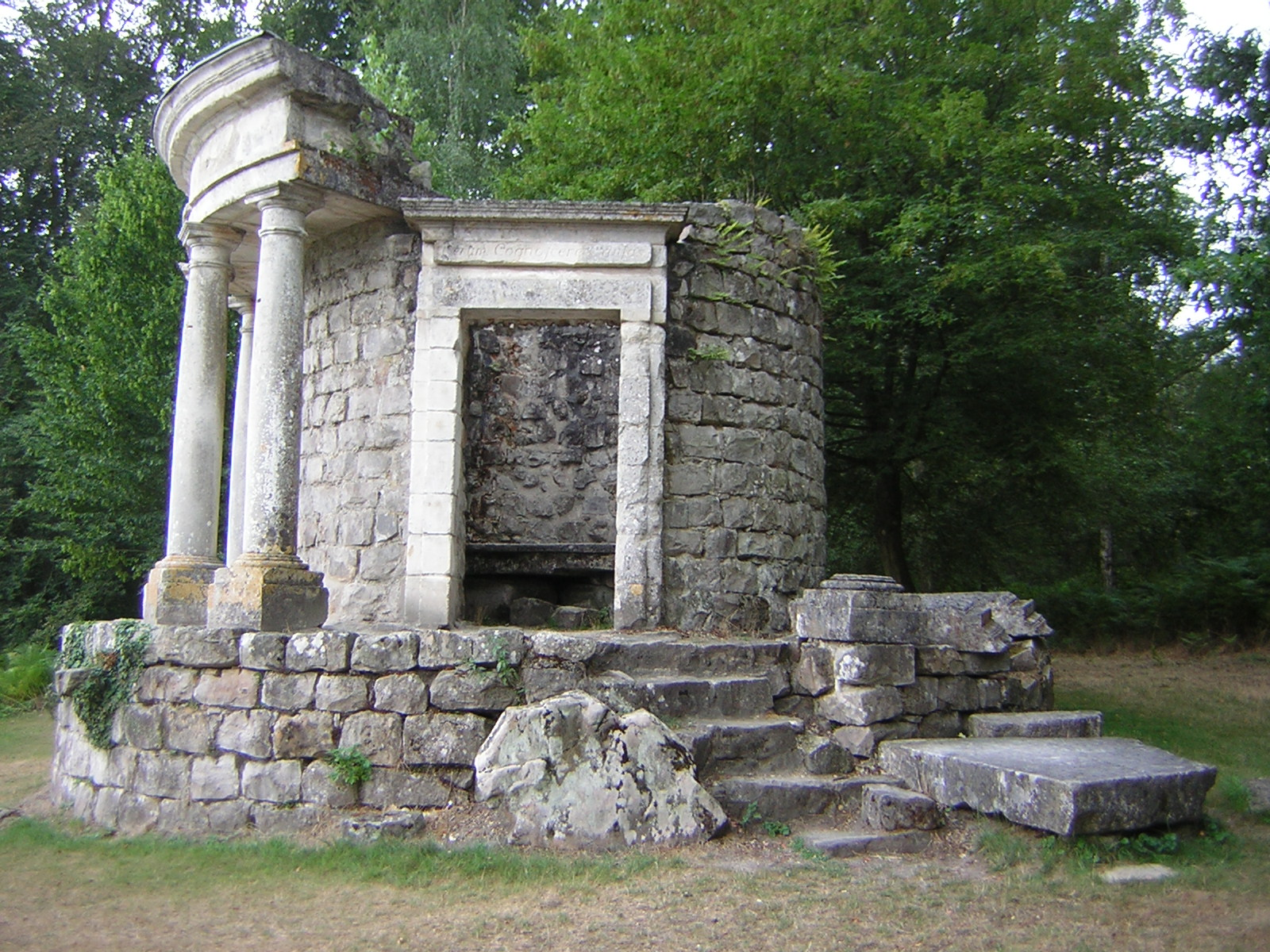
Храм философии в Эрменонвиле изначально был задуман незавершённым, символизируя неполноту человеческого знания.
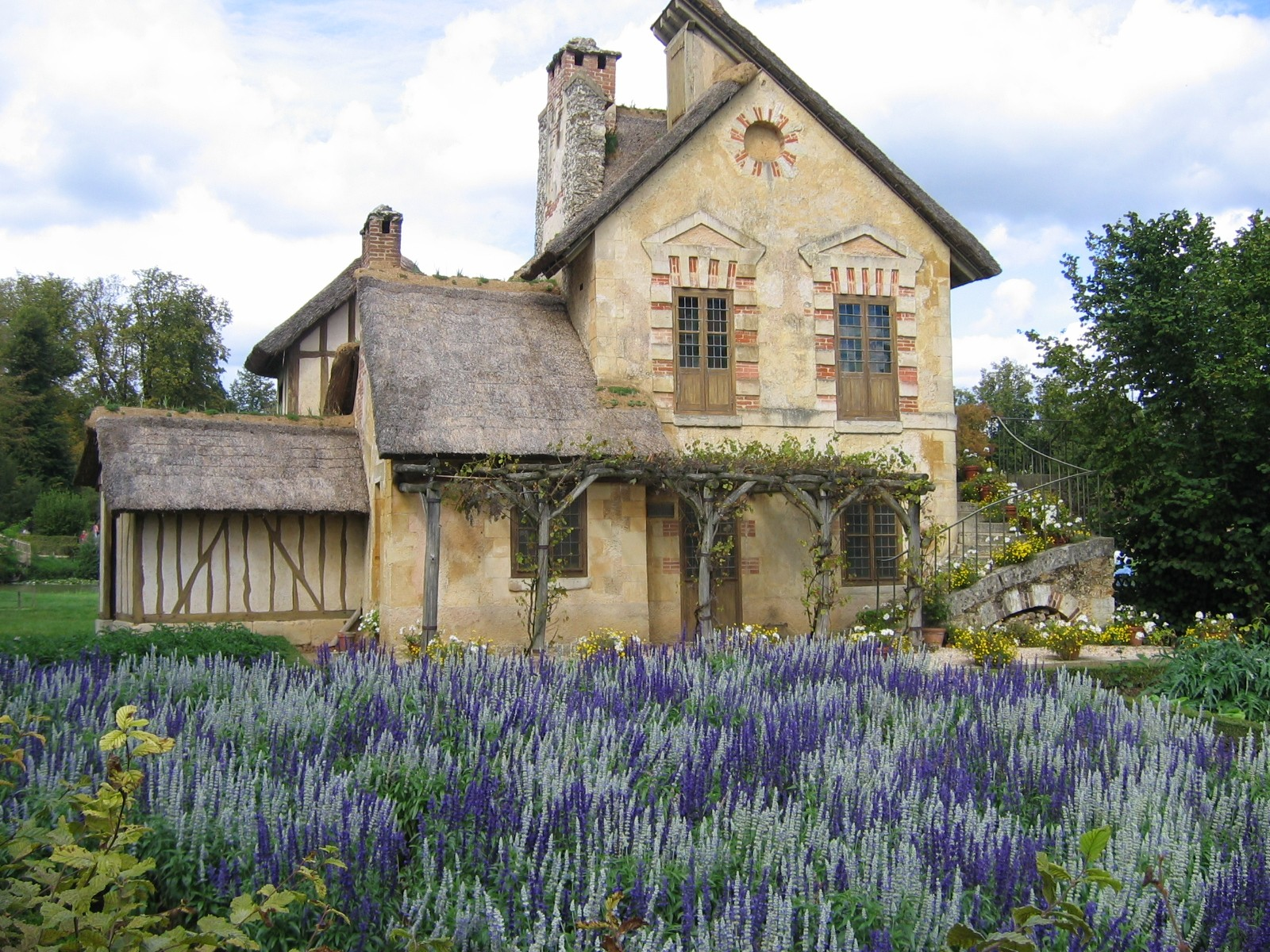
Одно из зданий «деревни» для придворных, построенной в Версале по заказу королевы Марии-Антуанетты.
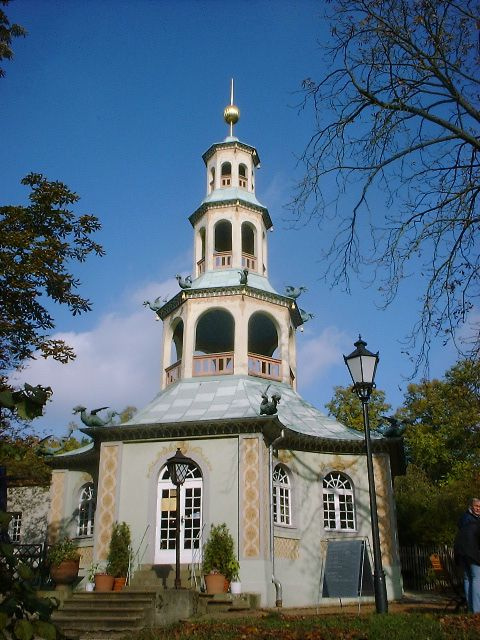
Драконовый дом в парке Сан-Суси (Потсдам)
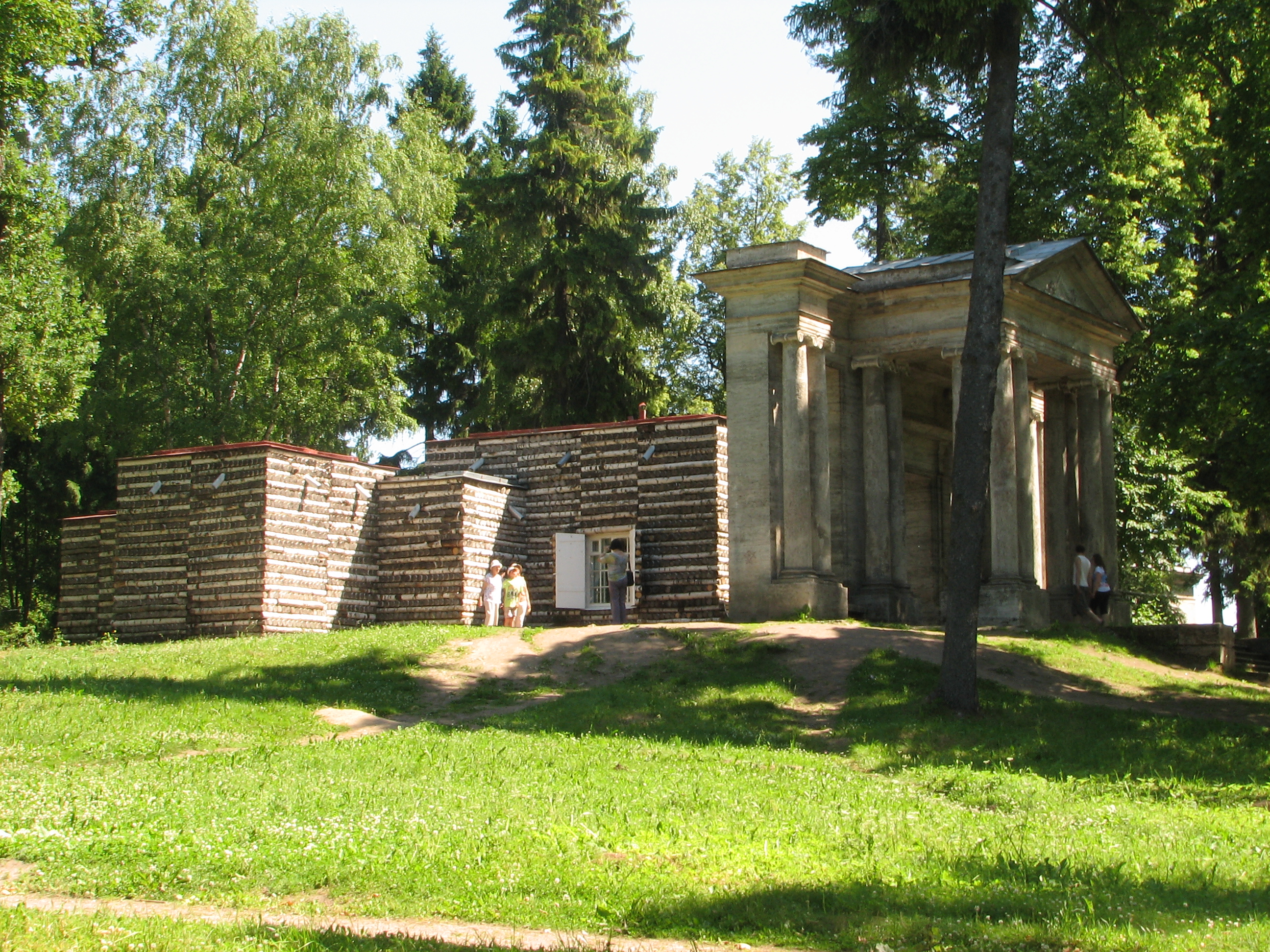
Гатчинский Берёзовый домик издали похож на поленницу берёзовых дров.
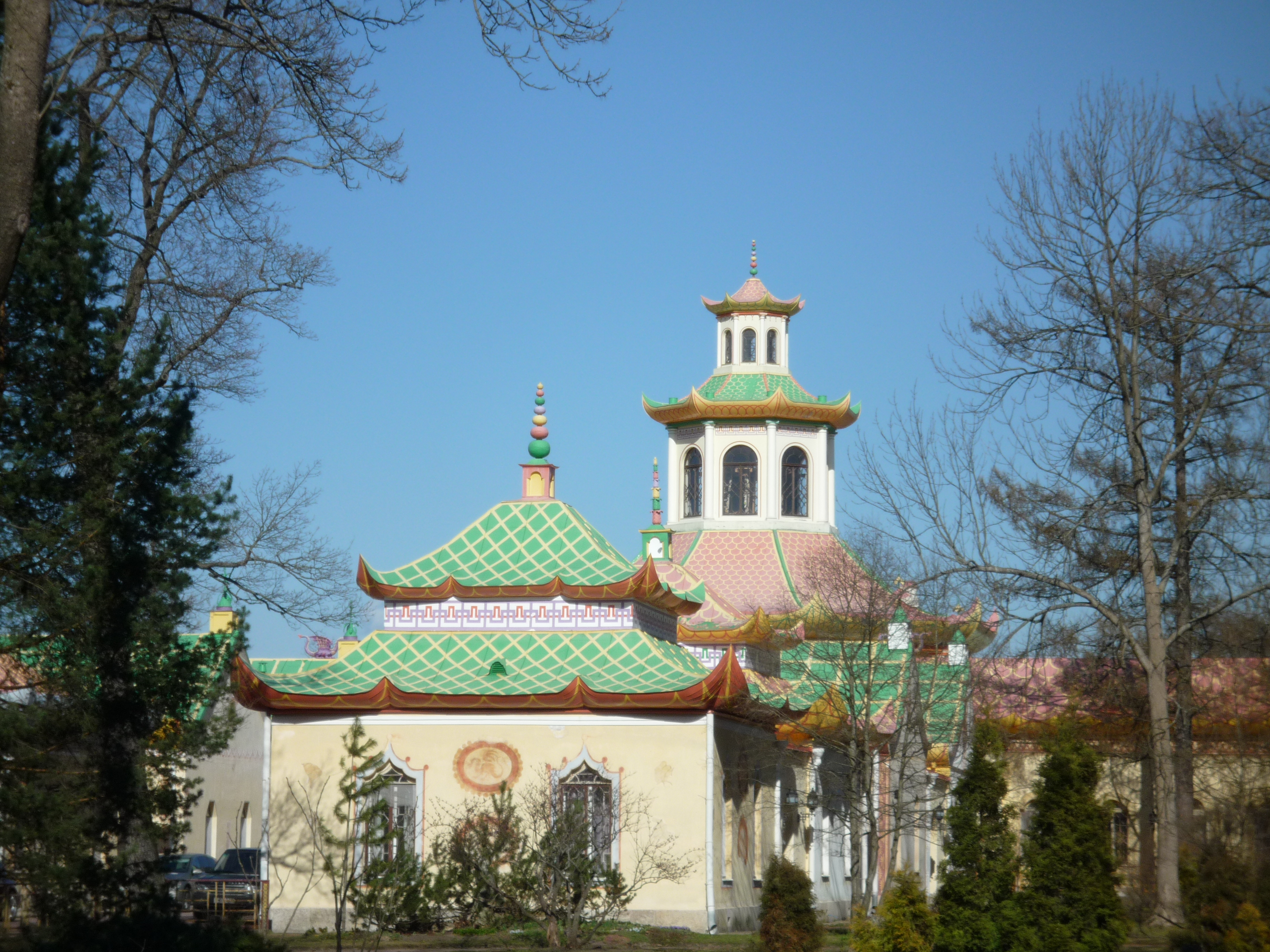
Царскосельская Китайская деревня приблизительно имитирует традиционные китайские постройки.
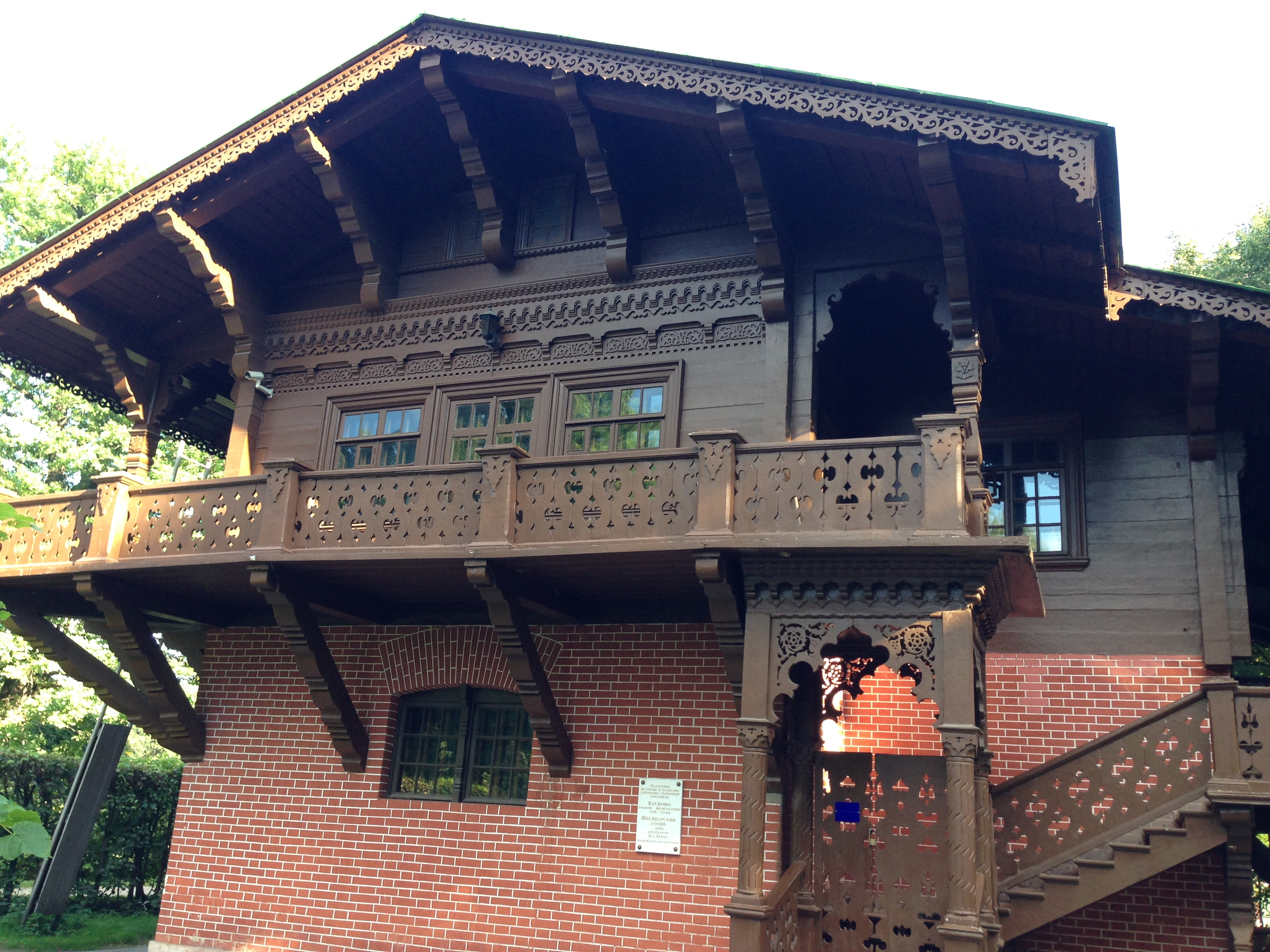
Швейцарский домик в Кускове входит в серию построек, имитирующих постройки народов мира.

## Широко известные капризы
См. Категория:Архитектурные капризы